# スーパーナチュラル・アカデミー
『スーパーナチュラル・アカデミー』（英語: Supernatural Academy）は、アメリカ合衆国のテレビアニメ。アメリカでは2022年1月20日からPeacockでストリーミング放送された。日本では2023年2月11日からディズニーチャンネルで放送されている。

## キャラクター
ジェサ
声 - 伊瀬茉莉也、英 - ラリッサ・ディアス
ミーシャ
声 - 潘めぐみ、英 - ジジ・サウル・ゲレロ
マックス
声 - 小林親弘、英 -
ブラックス
声 - 清水優譲、英 -
ジェイ
声 - 島田愛野、英 -
ザディ
声 - 金澤まい、英 - ダイアナ・カーリナ
オーパル
声 - 野々山恵梨、英 - シャノン・チャン＝ケント
ボーグヒルド
声 - 野々山恵梨

## キャスト
| 役名                 | 原語版声優                   | 日本語吹替 |
| -------------------- | ---------------------------- | ---------- |
| ジェサ・ルブロン     | ラリッサ・ディアス           | 伊瀬茉莉也 |
| ミーシャ・ルブロン   | ジジ・サウル・ゲレロ         | 潘めぐみ   |
| マックス             | ヴィンセント・トン           | 小林親弘   |
| ブラックス           | カーディ・ウォン             | 清水優譲   |
| ジェイ               | アリ・J・アイズナー          | 島田愛野   |
| テラ                 | ベサニー・ブラウン           | 京花優希   |
| ジョナサン・ルブロン | アレッサンドロ・ジュリアーニ |            |
| リエンダ・ルブロン   | バーバラ・コットンマイヤー   | 長尾歩     |
| クリストフ           | ブライアン・ドラモンド       | 梅原裕一郎 |
| ザディ               | ダイアナ・カーリナ           | 金澤まい   |
| オーパル             | シャノン・チャン＝ケント     | 野々山恵梨 |
| ボーグビルド         |                              | 野々山恵梨 |
| ファーン             |                              | 新井笙子   |
| サントラ             |                              | 藤田曜子   |
| マクアリー           |                              | 平林剛     |
| ルイス               |                              | 井川秀栄   |

## エピソード
| 話数 | 邦題                         | 原題                             | 米国放送日     | 日本放送日     |
| ---- | ---------------------------- | -------------------------------- | -------------- | -------------- |
| 1    | 2つの世界 パートA            | Parallel Lives Part A            | 2022年 1月20日 | 2023年 2月11日 |
| 2    | 2つの世界 パートB            | Parallel Lives Part B            | 2022年 1月20日 | 2023年 2月11日 |
| 3    | お手上げ パートA             | In Over Their Heads Part A       | 2022年 1月20日 | 2月25日        |
| 4    | お手上げ パートB             | In Over Their Heads Part B       | 2022年 1月20日 | 2月26日        |
| 5    | とらわれの身 パートA         | Trapped Part A                   | 2022年 1月20日 | 3月4日         |
| 6    | とらわれの身 パートB         | Trapped Part B                   | 2022年 1月20日 | 3月5日         |
| 7    | ラスト・ダンス パートA       | The Last Dance Part A            | 2022年 1月20日 | 3月11日        |
| 8    | ラスト・ダンス パートB       | The Last Dance Part B            | 2022年 1月20日 | 3月12日        |
| 9    | 父親の罪 パートA             | Sins of the Father Part A        | 2022年 1月20日 | 3月18日        |
| 10   | 父親の罪 パートB             | Sins of the Father Part B        | 2022年 1月20日 | 3月19日        |
| 11   | ニューヨークの異邦人 パートA | Supernaturals of New York Part A | 2022年 1月20日 | 3月25日        |
| 12   | ニューヨークの異邦人 パートB | Supernaturals of New York Part B | 2022年 1月20日 | 3月26日        |
| 13   | 亀裂 パートA                 | Fractured Part A                 | 2022年 1月20日 | 4月1日         |
| 14   | 亀裂 パートB                 | Fractured Part B                 | 2022年 1月20日 | 4月2日         |
| 15   | 運命の時 パートA             | Fateful Part A                   | 2022年 1月20日 | 5月14日        |
| 16   | 運命の時 パートB             | Fateful Part B                   | 2022年 1月20日 | 5月14日        |

## 日本語版スタッフ
- 翻訳 - 村上美智子
- 演出 - 安藤直子
- 録音制作 - グロービジョン